# Màkivka
Màkivka (en (ucraïnès): Маківка, en rus: Маковка, Màkovka) és un poble de la República Autònoma de Crimea a Ucraïna, que el 2014 tenia 237 habitants. Pertany al districte rural de Sovetski. Fins al 1948 el municipi es deia Kongrat